# Liga Uruguaya de Ascenso 2020
La Liga Uruguaya de Ascenso 2020, popularmente conocida como El Metro, y organizada por la FUBB, reúne a los equipos disputantes de la Segunda División del básquetbol uruguayo.

## Resultados
| Fecha 1        | Fecha 1   | Fecha 1      | Fecha 1 |
| Local          | Resultado | Visitante    |         |
| -------------- | --------- | ------------ | ------- |
| Cordón         | 80:77     | Sayago       |         |
| 25 de Agosto   | 82:86     | Lagomar      |         |
| Unión Atlética | 89:80     | Larre Borges |         |
| Olivol Mundial | 76:85     | Stockolmo    |         |
| Verdirrojo     | 76:80     | Urupan       |         |
| Tabaré         | 77:80     | Danubio      |         |
| Libre: Colón   |           |              |         |

## Temporada 2020
Notas:  La columna "estadio" refleja el estadio dónde el equipo más veces oficia de local en sus partidos, pero no indica que el equipo en cuestión sea propietario del mismo.
| Club           | Departamento | Estadio                        | Capacidad | Fundación                | Indumentaria | 2019     |  |
| 25 de Agosto   | Montevideo   | 25 de Agosto                   | 350       | 25 de agosto de 1948     |              |          |  |
| Colón          | Montevideo   | Colón                          | 1.000     | 12 de marzo de 1907      | Matgeor      |          |  |
| Cordón         | Montevideo   | Estadio Julio C. Zito Borrallo | 710       | 8 de mayo de 1944        | Cema         |          |  |
| Danubio        | Montevideo   | Estadio Romeo Schinca          | 900       | 1 de marzo de 1932       |              |          |  |
| Lagomar        | Canelones    | Lagomar                        | 170       | 20 de mayo de 1956       | Borac        |          |  |
| Larre Borges   | Montevideo   | Estadio Romeo Schinca          | 900       | 17 de julio de 1927      | Matgeor      |          |  |
| Urupan         | Canelones    | Estadio Santiago A. Cigliuti   | 500       | 29 de enero de 1953      | -            | 1° (DTA) |  |
| Stockolmo      | Montevideo   | Gimnasio Héctor Domínguez      | 700       | 25 de julio de 1919      | -            |          |  |
| Tabaré         | Montevideo   | Tabaré                         | 1.100     | 9 de julio de 1931       |              |          |  |
| Unión Atlética | Montevideo   | Unión Atlética                 | 700       | 29 de julio de 1921      | -            |          |  |
| Verdirrojo     | Montevideo   | Estadio Verdirrojo             | 350       | 6 de diciembre de 1948   | Xoba         |          |  |
| Olivol Mundial | Montevideo   | Estadio Olivol Mundial         | 175       | 11 de septiembre de 1931 |              | 2° (DTA) |  |

### Tabla de posiciones
| Pos. | Equipo         | PJ | PG | PP | P+ | P- | Dif. | Pts. | Clasificación |
| ---- | -------------- | -- | -- | -- | -- | -- | ---- | ---- | ------------- |
| 1.°  | Urupan         | 12 | 11 | 1  |    |    |      | 23   | Play-offs     |
| 2.°  | Stockolmo      | 12 | 8  | 4  |    |    |      | 20   | Play-offs     |
| 3.°  | Olivol Mundial | 12 | 8  | 4  |    |    |      | 20   | Play-offs     |
| 4.°  | Cordón         | 12 | 8  | 4  |    |    |      | 20   | Play-offs     |
| 5.°  | Larre Borges   | 12 | 7  | 5  |    |    |      | 19   | Play-offs     |
| 6.°  | 25 de Agosto   | 12 | 6  | 6  |    |    |      | 18   | Play-offs     |
| 7.°  | Unión Atlética | 12 | 6  | 6  |    |    |      | 18   | Play-offs     |
| 8.°  | Colón          | 12 | 5  | 7  |    |    |      | 17   | Play-offs     |
| 9.°  | Sayago         | 12 | 5  | 7  |    |    |      | 17   | Play-offs     |
| 10.° | Tabaré         | 12 | 5  | 7  |    |    |      | 17   | Play-offs     |
| 11.° | Lagomar        | 12 | 5  | 7  |    |    |      | 17   | Play-offs     |
| 12.° | Danubio        | 12 | 2  | 10 |    |    |      | 14   |               |
| 13.° | Verdirrojo     | 12 | 2  | 10 |    |    |      | 14   |               |